# Mas de Damià Macià
El mas de Damià Macià és una obra d'Amposta (Montsià) inclosa a l'Inventari del Patrimoni Arquitectònic de Catalunya.

## Descripció
Situada enfront del Casal de l'Agulla, aquesta edificació, aïllada, té la planta quadrada i està composta, en alçat d'una planta baixa i un pis, La teulada té doble vessant, amb teules sobre cabirons de fusta però sense voladís. A la façana, porta amb llinda a la planta baixa i muntants i llinda de carreus grans de pedra, cosa força estranya a aquesta zona del Delta. Al pis, petites finestres, una per banda, també amb llindes i botzinades.
El mur de maçoneria arrebossada, excepte als cantons on s'ha reforçat l'estructura amb blocs de pedra grans i escairats. Al cantó nord una de les pedres té un treball semblat a una encoixinat.
La façana està orientada cap al sud-est.

## Història
No hi ha cap referència sobre l'època de construcció, encara que sigui possible que per fer-la s'aprofitessin els carreus d'alguna antiga edificació, possiblement alguna torre de defensa litoral del tipus abundant a la comarca els segles xvi i XVII.
Segons sembla, pels voltants d'aquesta edificació s'han anat enderrocant altres construccions fetes també amb pedra els darrers anys, alguna d'elles amb arcada adovellada a la porta.
Caldria relacionar aquest fet amb les pedres que al mas del Català es conserven de l'antiga torre de Carlet, i amb el proper Mas de Coll (II). A aquest darrer, consta la data de 1694. Podrien ser els darrers vestigis d'una antiga línia de defensa o vigilància establerta a la mateixa línia de mar, aprofitant els sectors de terra ferma.